# Henrik Lundgaard
Henrik Lundgaard (Hedensted; 26 de febrero de 1969) es un expiloto de rally danés. Fue campeón del Campeonato de Europa de Rally en 2000, y corrió en 17 carreras del Campeonato Mundial de Rally, logrando un punto en el Rally de Montecarlo de 1997. También corrió en carreras de automovilismo como la Copa Europea de Turismos y el Campeonato Danés de Turismos.
Su hijo Christian también es piloto y actualmente compite en la IndyCar Series.

## Resultados

### Campeonato Mundial de Rally
| Año     | Equipo                      | Automóvil             | 1       | 2      | 3       | 4   | 5       | 6       | 7      | 8   | 9   | 10  | 11     | 12      | 13      | 14  | Pos. | Puntos |
| ------- | --------------------------- | --------------------- | ------- | ------ | ------- | --- | ------- | ------- | ------ | --- | --- | --- | ------ | ------- | ------- | --- | ---- | ------ |
| 1995    | Henrik Lundgaard            | Opel Calibra 16V      | MON Ret | SWE    | POR     | FRA | NZL     | AUS     | ESP    | GBR |     |     |        |         |         |     | NC   | 0      |
| 1997    | Henrik Lundgaard            | Toyota Celica GT-Four | MON 6   | SWE    | KEN     | POR | ESP     | FRA     | ARG    | GRE | NZL | FIN | INA    | ITA     | AUS     | GBR | 26.º | 1      |
| 1998    | Henrik Lundgaard            | Toyota Celica GT-Four | MON Ret |        |         |     |         |         |        |     |     |     |        |         |         |     | NC   | 0      |
| 1998    | Toyota Castrol Team         | Toyota Corolla WRC    |         | SWE    | KEN     | POR | ESP     | FRA     | ARG    | GRE | NZL | FIN | ITA    | AUS     | GBR Ret |     | NC   | 0      |
| 1999    | Henrik Lundgaard            | Toyota Corolla WRC    | MON 9   | SWE    | KEN     | POR | ESP Ret | FRA 11  | ARG    | GRE | NZL | FIN | CHN    | ITA 11  | AUS     | GBR | NC   | 0      |
| 2000    | Henrik Lundgaard            | Toyota Corolla WRC    | MON Ret | SWE    | KEN     | POR | ESP 12  | ARG     | GRE    | NZL | FIN | CYP | FRA    | ITA Ret | AUS     | GBR | NC   | 0      |
| 2001    | Toyota Castrol Team Denmark | Toyota Corolla WRC    | MON     | SWE 15 | POR Ret | ESP | ARG     | CYP Ret | GRE 11 | KEN | FIN | NZL | ITA 15 | FRA     | AUS 14  | GBR | NC   | 0      |
| Fuente: |                             |                       |         |        |         |     |         |         |        |     |     |     |        |         |         |     |      |        |

### Campeonato de Europa de Rally
| Año     | Equipo           | Automóvil          | 1   | 2     | 3     | 4     | 5     | 6     | 7     | 8     | 9   | 10  | Pos. | Puntos |
| ------- | ---------------- | ------------------ | --- | ----- | ----- | ----- | ----- | ----- | ----- | ----- | --- | --- | ---- | ------ |
| 2000    | Henrik Lundgaard | Toyota Corolla WRC | ESP | BUL 2 | POL 1 | YPR 1 | GER 1 | MAD 2 | GRE 1 | TUR 1 | PIA | ACA | 1.º  | 1240   |
| Fuente: |                  |                    |     |       |       |       |       |       |       |       |     |     |      |        |